# Euacaulona sumichrasti
Euacaulona sumichrasti är en tvåvingeart som beskrevs av Townsend 1908. Euacaulona sumichrasti ingår i släktet Euacaulona och familjen parasitflugor. Inga underarter finns listade i Catalogue of Life.